# Patto di famiglia (contratto)
In Italia il patto di famiglia è un istituto giuridico introdotto attraverso la Legge 14 febbraio 2006 n. 55, la quale lo ha disciplinato prevedendo un apposito capo, il V-bis, nell'ambito del titolo IV del libro II nel codice civile. 
Le norme che lo concernono espressamente sono gli artt. numerati da 768-bis a 768-octies del codice civile.

## Nozione e genesi dell'istituto
La nozione elaborata dal legislatore, all'art. 768-bis, lo descrive come un contratto con cui, compatibilmente con le disposizioni in materia di impresa familiare e nel rispetto delle differenti tipologie societarie, l'imprenditore trasferisce, in tutto o in parte, la propria azienda ad uno o più discendenti. Con il patto di famiglia si possono trasferire anche, in tutto o in parte, partecipazioni societarie.
Prima dell'intervento legislativo, tra gli operatori del diritto e dell'economia era sempre più invalsa la considerazione che la disciplina delle successioni in Italia apparisse rigida nell'applicazione, oltre che inadeguata allorché fosse in considerazione la necessità per l'imprenditore di trasferire un'azienda ai propri discendenti. Circostanza quest'ultima assai frequente, essendo il tessuto produttivo italiano in gran parte costituito da aziende familiari.
La recente normativa ha recepito tali esigenze, sempre più avvertite nel contesto economico e sociale, agevolando il ricambio generazionale nell'azienda, dapprima fortemente limitato dal generale divieto di patti successori di cui all'art. 458 cod. civ.. Tale ultimo articolo è stato, peraltro, modificato nella sua parte iniziale, proprio per disciplinare la deroga parziale a tale divieto e per l'inevitabile esigenza di coordinamento normativo alla luce della nuova disciplina.  
La novità legislativa ha mutato in sostanza lo scenario di riferimento, consentendo ora all'imprenditore di assicurare il trasferimento del bene produttivo (azienda), salvaguardando al tempo stesso l'unità familiare.

## Disciplina
Il patto di famiglia è dunque il contratto – tipico, ossia disciplinato nei suoi contenuti dalla legge - con cui l'imprenditore trasferisce, in tutto o in parte, la propria azienda o le proprie partecipazioni societarie a uno o più tra i suoi discendenti.
Trattasi di un atto inter vivos, con effetti traslativi immediati dell'azienda, la cui particolare disciplina si discosta vistosamente dalle regole generali successorie.
A pena di nullità, il contratto va stipulato nella forma di atto pubblico (art. 768-ter cod. civ.), previsione che tende ad assicurare un consenso tendenzialmente più informato di tutti i partecipanti.
I partecipanti al patto, oltre ovviamente all'imprenditore disponente, devono necessariamente essere il coniuge e tutti coloro che sarebbero legittimari se, al momento della stipulazione del patto, si aprisse la successione dell'imprenditore: art. 768-quater, primo comma cod. civ.
Gli assegnatari dell'azienda o delle partecipazioni societarie devono liquidare gli altri partecipanti al contratto - ossia tutti coloro che al momento della sottoscrizione del patto sarebbero legittimari rispetto all'imprenditore - con il pagamento di una somma corrispondente al valore delle quote di legittima o in natura (art. 768-quater, secondo comma cod. civ.). 
V'è poi una seconda ipotesi, che può essere ricavata analizzando il terzo comma del medesimo articolo da ultimo citato: che il soddisfacimento degli altri legittimari avvenga mediante altri beni assegnati dal disponente stesso. Detti beni in tal caso sono imputati alle quote di legittima loro spettanti.
Quanto ricevuto dai contraenti, per disposto di legge (art. 768-quater, ultimo comma cod. civ.), non è soggetto a collazione o a riduzione.
La normativa non dice espressamente se il patto di famiglia sia esente anche dall'applicabilità del diverso istituto della riunione fittizia (art. 556 cod. civ.). Tale lacuna ha innestato il sorgere di posizioni dottrinarie volte ad approfondire i rapporti tra l'istituto del patto di famiglia e le attribuzioni successorie.
È fatta salva la possibilità che i partecipanti al patto non assegnatari dell'azienda rinunzino, in tutto o in parte, alla liquidazione della somma corrispondente al valore delle quote loro spettanti (art. 768-quater secondo comma cod. civ.).

## Vizi, impugnativa e controversie
Il patto di famiglia può essere impugnato per vizi del consenso (art. 768-quinquies cod. civ.) e la suddetta azione si prescrive nel termine di un anno.
Il patto di famiglia può essere sciolto o per mutuo consenso, tramite la stipulazione di un nuovo contratto avente le medesime caratteristiche e prevedente la partecipazione delle medesime parti che conclusero il primo patto, ovvero mediante recesso, se la facoltà di recedere fu espressamente prevista nel patto stesso. La dichiarazione di recesso è destinata alle controparti contrattuali e deve essere certificata da notaio (art. 768-septies cod. civ.).
Ove si verificasse che il coniuge o altri legittimari siano stati pretermessi dalla stipulazione del patto essi potranno, all'apertura della successione dell'imprenditore disponente, chiedere ai beneficiari del patto il pagamento della somma pari al valore delle quote di legittima loro corrispondenti, maggiorata degli interessi legali (art. 768-sexies cod. civ.).
La norma finale dell'art. 768-octies cod. civ. prevede che le controversie relative alle disposizioni sul patto di famiglia vadano preliminarmente devolute agli organismi di conciliazione previsti dall'articolo 38 del D. Lgs.vo 17.1.2003 n. 5.